# Mårtensdal, Stockholm
Mårtensdal är ett i

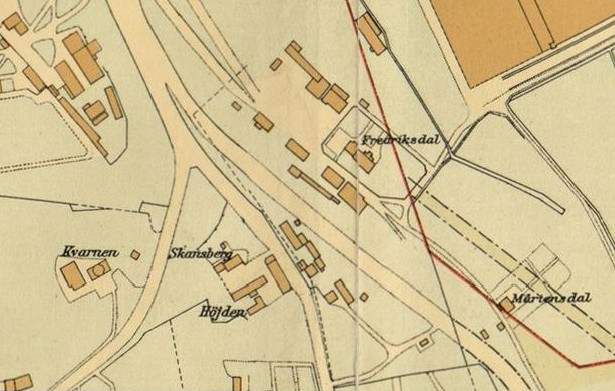
Mårtensdal, Skansbacken, Skanskvarn och Fredriksdal på 1930-talet.

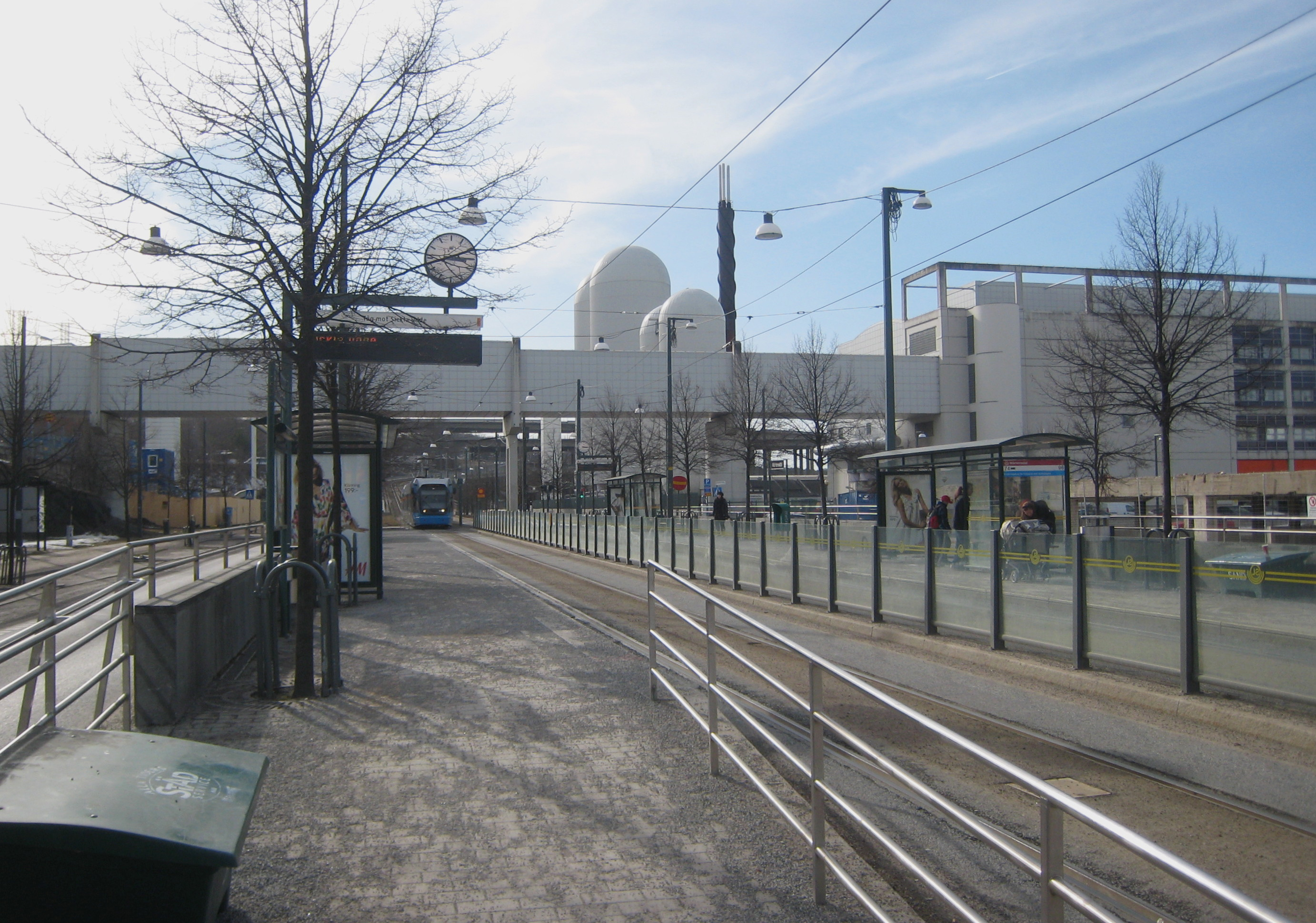
Tvärbanans station vid Mårtensdal. I bakgrunden Hammarbyverket.

basområde i stadsdelen Södra Hammarbyhamnen inom Stockholms kommun. Mårtensdal är även namnet på kvarteret som begränsas av gatorna Hammarbybacken i sydväst, Hammarbyvägen i söder, Textilgatan i öster och Hammarby allé i norr. I kvarteret ligger ungdomshuset Fryshuset.

## Allmänt
Mårtensdal var ett torp under Hammarby gård, beläget strax öster om nuvarande gatan Hammarbybacken. Basområdet ligger i det område som betjänas av Tvärbanans spårvagnshållplats Mårtensdal. Tvärbanans hållplats öppnades för trafik år 2002 och ligger vid Hammarby allé. Avståndet till station Alvik är 9,8 kilometer.
Området ingår i det stora stadsbyggnadsprojektet Hammarby Sjöstad. Det har fortfarande en övervägande industriell karaktär med det stora värmeverket Hammarbyverket, en betongstation samt många mindre arbetsplatser. En omvandling av området pågår dock, bland annat genom det nya området i Hammarby Gård, som utgör ett delområde i Hammarby Sjöstad och ligger strax sydöst om Tvärbanans hållplats, samt genom Fredriksdal som utgör den sista etappen för stadsdelen och ligger sydväst om hållplatsen.

## Stadsutveckling
I kvarteret Mårtensdal uppförs för närvarande (2019) Sthlm 01, ett  kontorshöghus med 27 våningar och 102 meter högt som beräknas stå färdigt år 2020.[uppföljning saknas]